# Hyphantrophaga scolex
Hyphantrophaga scolex là một loài ruồi trong họ Tachinidae.